# San Pablo (Catamarca)
San Pablo es una localidad del Departamento Capayán, en la provincia argentina de Catamarca.
Se encuentra al pie de la falda sudoeste de la Sierra de Ambato. Se accede desde la ciudad de San Fernando del Valle de Catamarca por Ruta Nacional 38 hasta la localidad de Huillapima, para luego desviarse hacia la derecha por un camino hasta San Pablo. La Iglesia de San Nicolás de Bari se encuentra a la finalización del camino. Para ir a la Hostería Concepción hay que doblar a derecha poco antes del pueblo.

## Población
Cuenta con 161 habitantes (Indec, 2001) lo que representa un incremento del 65,98% frente a los 97 habitantes (Indec, 1991) del censo anterior.

## Sismicidad
La sismicidad de la región de Catamarca es frecuente y de intensidad baja, y un silencio sísmico de terremotos medios a graves cada 30 años en áreas aleatorias. Sus últimas expresiones se produjeron:
- 21 de octubre de 1966 (58 años), a las 12.39 UTC-3 con 5,0 Richter; como en toda localidad sísmica, aún con un silencio sísmico corto, se olvida la historia de otros movimientos sísmicos regionales
- 3 de noviembre de 1973 (51 años), a las 14.17 UTC-3 con 5,8 Richter: además de la gravedad física del fenómeno se unió el olvido de la población a estos eventos recurrentes
- 7 de septiembre de 2004 (20 años), a las 8.53 UTC-3, con una magnitud aproximadamente de 6,5 en la escala de Richter (terremoto de Catamarca de 2004)[1]